# Círculo de Bellas Artes

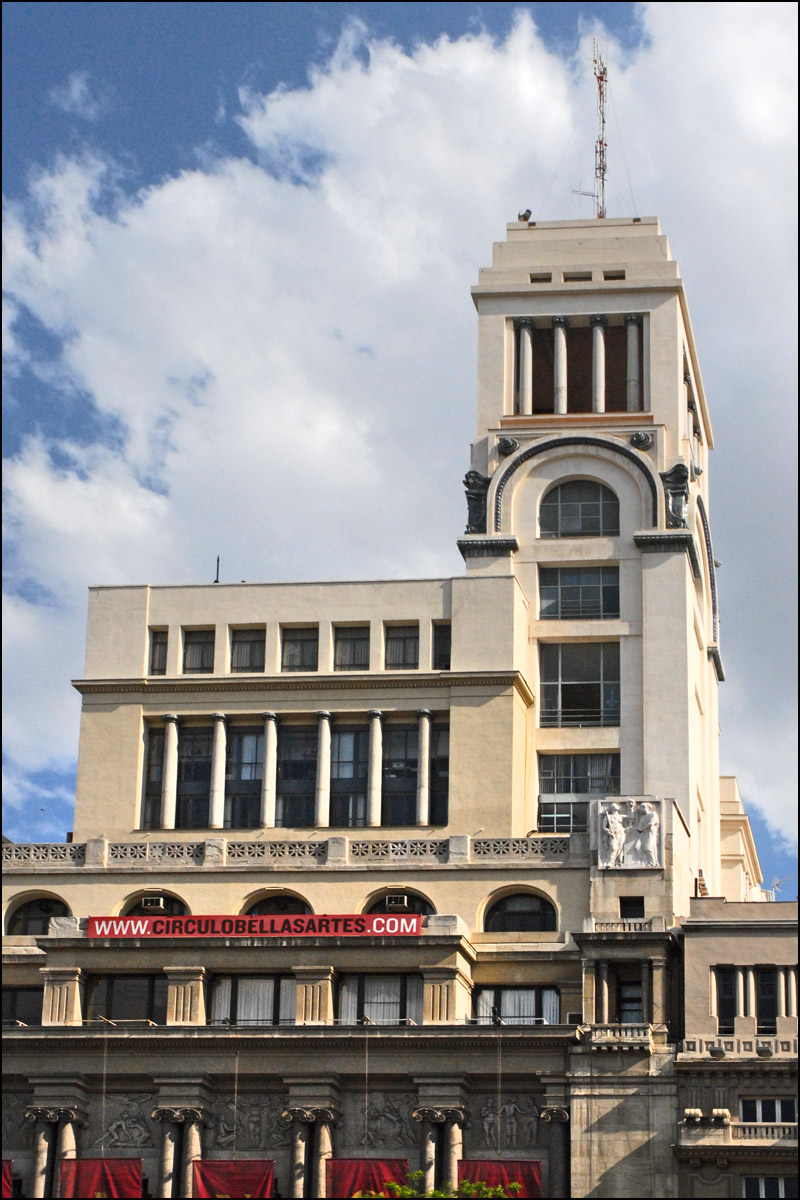
Der Sitz des CBA

Der Círculo de Bellas Artes (Gesellschaft der Schönen Künste) ist eine private Madrider Kulturinstitution.

## Geschichte
Der Círculo wurde 1880 aufgrund der Initiative einiger Künstler geschaffen. Vor allem um 1900 erhielt die Institution durch Personen wie den Nobelpreisträger Jacinto Benavente und den Lustspieldichter Carlos Arniches Glanz, der junge Pablo Picasso nahm hier Malunterricht und Ramón María del Valle-Inclán frequentierte seinen Salon.
1983 kam es de facto zu einer Neugründung. Der bisher eher geschlossene elitäre Kreis öffnete sich dem Publikum. Das Gebäude der Institution, ein Werk des Architekten Antonio Palacios, an der Calle de Alcalá und der Gran Vía steht seit 1981 unter Denkmalschutz. Dem Circulo gehören auch mehr als 1.200 Kunstwerke und ein wertvolles Archiv. Von 2003 bis 2012 kuratierte César Rendueles den Hauptstadt-Kunstverein.

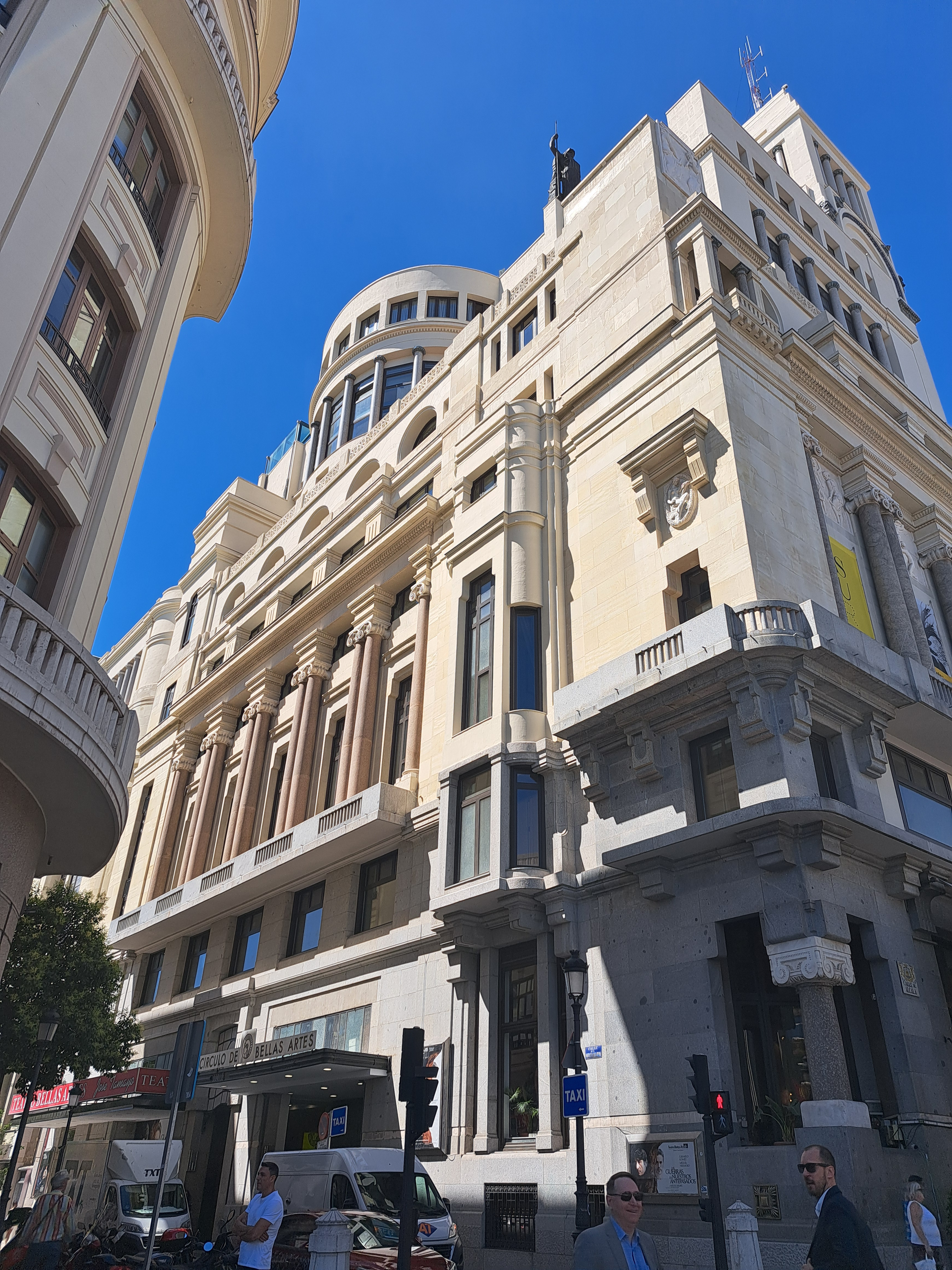
Ostseite des Circulo de Bellas Artes

Der Círculo zeigt Ausstellungen, organisiert Vorträge, Kongresse, Buchpräsentationen, Konzerte, szenische Aufführungen, vergibt Preise und Auszeichnungen, verfügt über ein Studiokino und sogar einen eigenen Radiosender.

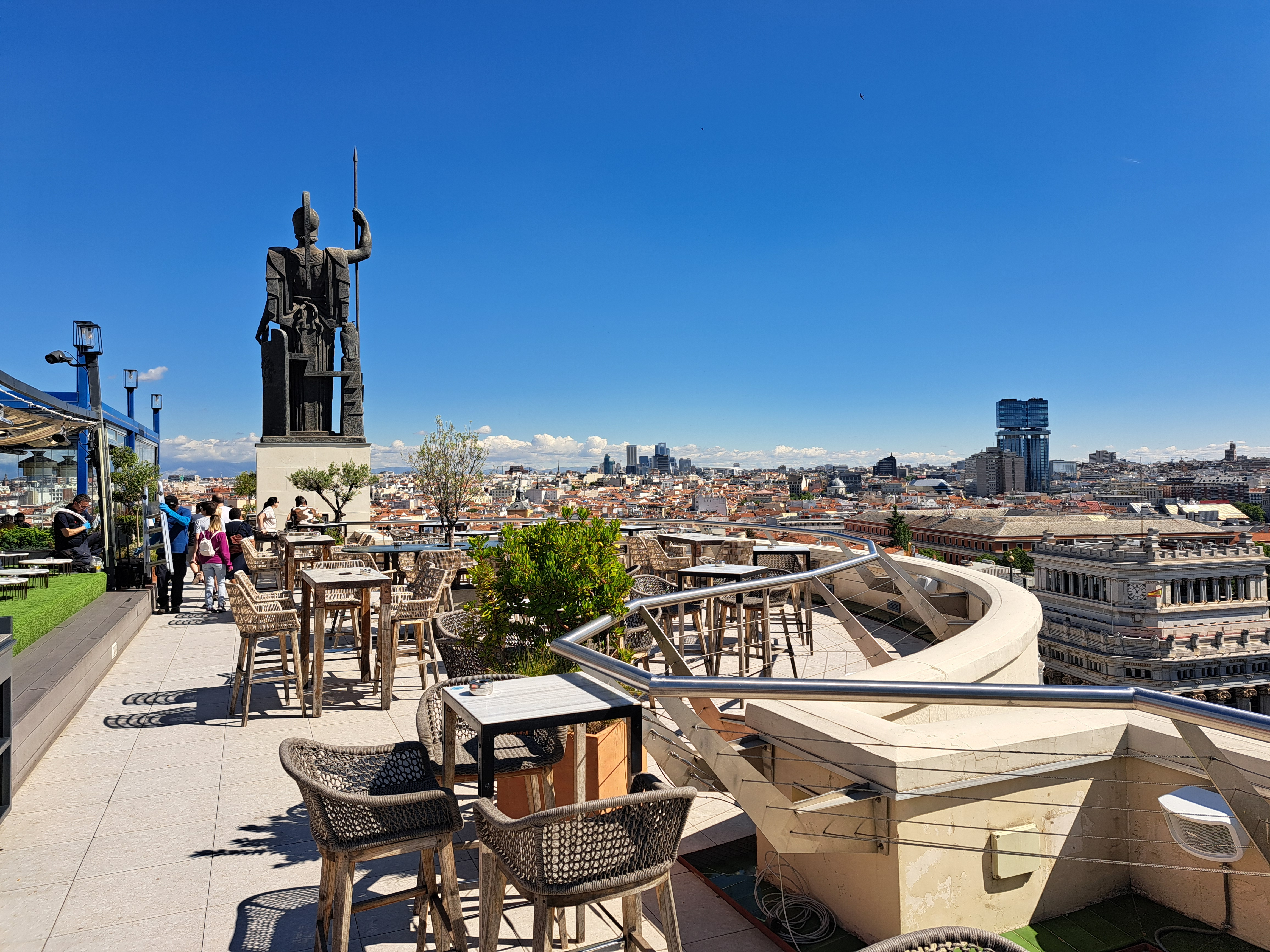
Dachterrasse des Circulo de Bellas Artes

Beliebt ist zudem die Dachterrasse (Azotea), die einen annähernden 360-Grad-Blick über die Stadt bietet, sowie das Café und Restaurant im Erdgeschoss. In dessen neoklassizistischen Räumen finden sich zahlreiche Kunstwerke verschiedener Epochen.